# YMCA
Hiệp hội Thanh niên Cơ Đốc (Anh ngữ Young Men’s Christian Association – YMCA) là một tổ chức có hơn 58 triệu người đóng góp tại 125 chi hội cấp quốc gia. Tổ chức từ thiện này được thành lập vào ngày 6 tháng 6 năm 1844 tại Luân Đôn với mục tiêu ứng dụng các giá trị Cơ Đốc vào nếp sống hằng ngày: tâm linh thanh khiết, trí tuệ mẫn tiệp, và thân thể cường tráng. Ba yếu tố này được thể hiện bằng ba cạnh của tam giác màu đỏ - như là một phần trong logo của YMCA.
Các chi hội cấp quốc gia là thành viên của Liên minh YMCA Thế giới (World Alliance of YMCAs). Câu khẩu hiệu của Liên minh là:"Trao quyền cho giới trẻ"; trụ sở của Liên minh tọa lạc tại Geneva, Thụy Sĩ. Chủ tịch đương nhiệm của YMCA Thế giới là Peter Posner đến từ Anh; Mục sư Johan Vilhelm Eltvik đến từ Na Uy đảm nhiệm chức trách Tổng Thư ký.

## Lịch sử

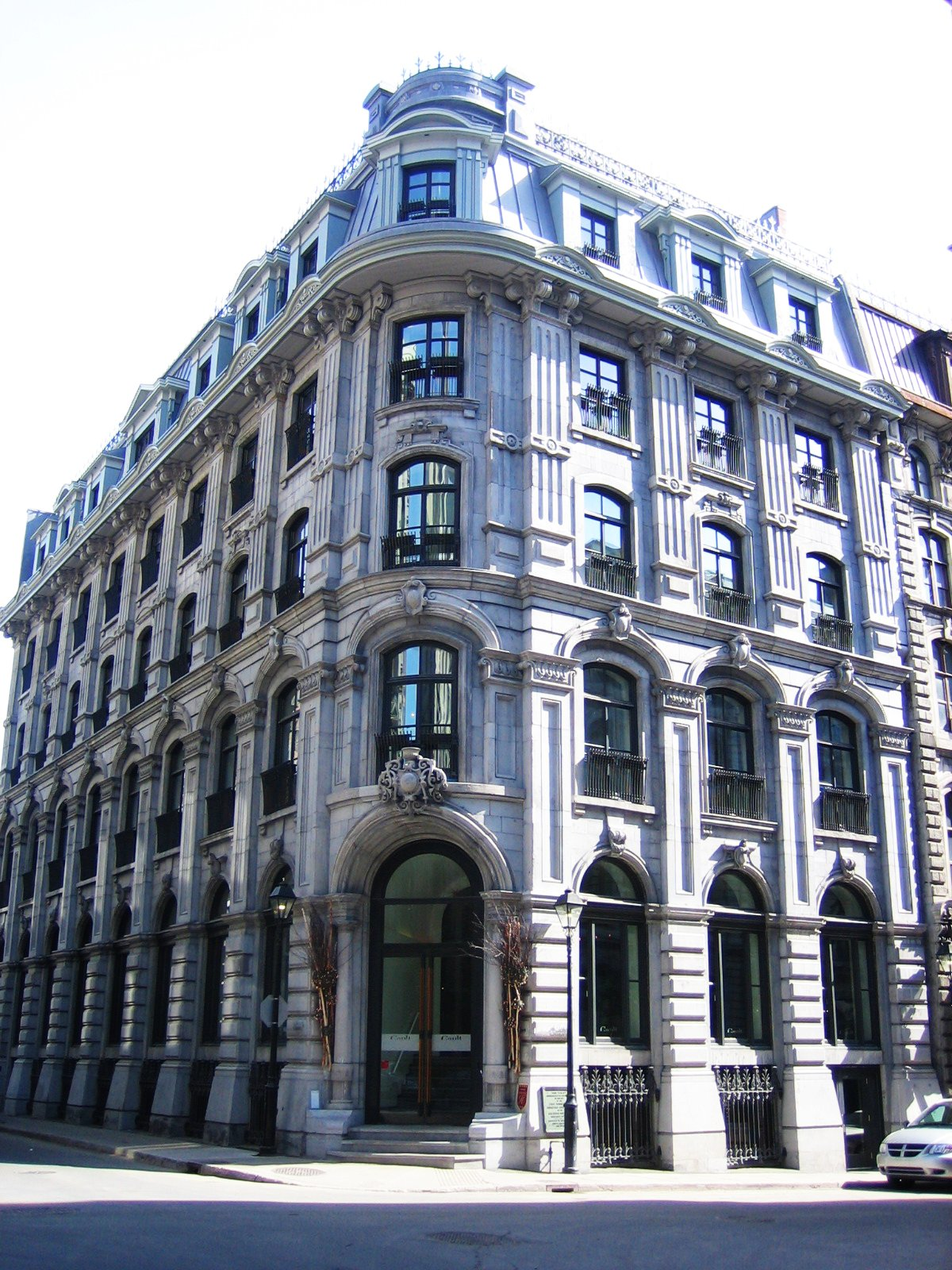
Cơ sở YMCA đầu tiên ở Bắc Mỹ tại Montréal, Québec, Canada.

Ngày 6 tháng 6 năm 1844 tại Luân Đôn, George Williams và một nhóm bạn hữu cùng chí hướng, tất cả đều là tín hữu Cơ Đốc thuộc trào lưu Tin Lành, khởi xướng Phong trào YMCA. Williams là nhân viên bán hàng tại một cửa hiệu vải, mẫu thanh niên điển hình bị bứng nhổ khỏi gốc gác nông thôn tìm đến các thành phố lớn để kiếm việc làm trong thời kỳ Cách mạng Công nghiệp.
Williams cùng những người bạn đồng cảnh ngộ nhận ra sự thiếu thốn các chương trình hoạt động lành mạnh cho giới trẻ tại các đô thị như Luân Đôn. Vì vậy, giới trẻ thường tìm đến quán rượu, nhà thổ và những chỗ khác là nơi chốn dẫn dụ họ vào nếp sống tội lỗi. Khởi đầu chỉ là một địa điểm các bạn trẻ tìm đến để cùng học Kinh Thánh và cầu nguyện, YMCA phát triển mạnh và đến năm 1850 có mặt tại Úc. Chi hội YMCA đầu tiên tại Bắc Mỹ được thành lập ngày 25 tháng 12 năm 1851 bởi giáo đoàn Giám Lý Thánh James ở Montréal, Québec, Canada, và ở Hoa Kỳ ngày 29 tháng 12 trong năm ấy tại Boston, tiểu bang Massachusetts.

### Sơ khai
Trong giai đoạn đầu, YMCA tập trung vào nỗ lực cung ứng nhà ở giá rẻ trong môi trường Cơ Đốc an toàn cho thanh niên thiếu nữ rời bỏ nông thôn đi kiếm việc làm ở đô thị. Phương pháp hoạt động của YMCA là kết hợp việc truyền bá phúc âm trên đường phố với công tác xã hội. Nhiều người xem YMCA là biện pháp hữu hiệu giúp các bạn trẻ quân bình giữa công việc (đa phần là nặng nhọc) với thư giãn và giải trí, hầu có thể tránh những tệ nạn xã hội tràn lan bên ngoài như chè chén, cờ bạc, và mãi dâm.

### Cương lĩnh Paris 1855
Năm 1855, chín mươi chín đại biểu YMCA qui tụ về Paris, Pháp, ở đây họ thông qua bản cương lĩnh chung cho YMCA tại các quốc gia. Điểm chính của bản "Cương lĩnh Paris" là sự đồng thuận không để cho bất cứ sự bất đồng nào tách rời phong trào khỏi các giá trị Cơ Đốc nguyên thủy. Để nhấn mạnh quan điểm này, Phúc âm John 17. 21 (Gioan hoặc Giăng) được chấp nhận là câu khẩu hiệu của tổ chức: "... để cho ai nấy hiệp làm một". Hội nghị Paris tập chú vào chủ đề xây dựng nhân cách cho mỗi cá nhân – giúp giới trẻ xây dựng cho mình và cho mọi người "tâm linh thanh khiết, trí tuệ mẫn tiệp, và thân thể cường tráng". Trong thế kỷ XX, YMCA tại các quốc gia thành viên điều chỉnh cấu trúc nhằm phục vụ cho cả hai giới, song tên gọi YMCA đã trở nên quá quen thuộc và gần gũi nên vẫn tiếp tục tồn tại. Tại một số quốc gia, như YMCA Na Uy năm 1880 đã chấp nhận một chính sách nghiêm nhặt nhằm bảo đảm sự bình đẳng giới tính trong các uỷ ban và ban quản trị cấp quốc gia.

### Thập niên 1870 – thập niên 1930

Một lớp võ thuật tự vệ của YMCA tại Boise, Idaho, 1936.

Đây là giai đoạn YMCA gặt hái nhiều thành công trong nỗ lực quảng bá Cơ Đốc giáo Tin Lành những ngày trong tuần và trong những lễ thờ phượng Chủ nhật, đồng thời phát triển các loại hình thể thao và những kỳ thi đấu cho các môn như bóng rổ, bóng chuyền và bơi lội. Sau giai đoạn này, khi sang thế kỷ XX, YMCA trở thành một tổ chức liên hệ phái, bắt đầu quan tâm nhiều hơn đến việc nâng cao đạo đức, và xây dựng nếp sống công dân gương mẫu. Ngày nay, YMCA tập chú vào việc khuyến khích giới trẻ và gia đình của họ sống lành mạnh.

### Từ thập niên 1940
Năm 1973, "Nguyên tắc Kampala" được thông qua củng cố các chính sách của YMCA, biểu thị lập trường ngày càng phổ biến hơn của YMCA tại các quốc gia, tuyên cáo rằng nên thiết lập một quan điểm toàn cầu. Do đó, YMCA cần có một lập trường chính trị hầu có thể đáp ứng các thách thức trên quy mô quốc tế. Tuyên bố "Thách thức 21" được thông qua tại Hội nghị Toàn cầu tổ chức năm 1998 ở Đức, dành nhiều quan tâm hơn cho các vấn nạn toàn cầu như bình đẳng giới, phát triển bền vững, chiến tranh và hoà bình, phân phối tài nguyên công bằng cùng những thách thức của toàn cầu hoá, kỳ thị chủng tộc và HIV/AIDS. YMCA đã kiên trì theo đuổi cuộc đấu tranh toàn cầu chống nạn phân biệt chủng tộc (apartheid).
YMCA tại các quốc gia, đặc biệt ở Tây Âu và Bắc Mỹ, rất thành công trong kế hoạch sử dụng nguồn lực phong phú của mình giúp xây dựng các chi hội YMCA tại các nước Đông Âu. Năm 2003, một đại hội thanh niên được tổ chức tại Praha thu hút đại biểu từ hầu hết các nước Âu châu đến mừng những thành quả đạt được trong nỗ lực hàn gắn những vết thương gây ra bởi sự chia cắt trong thời kỳ Chiến tranh Lạnh.
Phong trào Hướng đạo ngay từ thời kỳ sơ lập đã chịu ảnh hưởng từ YMCA, một nhà quản trị của YMCA khu vực Chicago, Edgar Robinson, đã tạm rời khỏi YMCA để đảm nhiệm chức vụ giám đốc đầu tiên của Hướng đạo Mỹ.
Tại Việt Nam thời Đệ Nhất Cộng hòa, YMCA được lập vào Tháng Bảy năm 1959 dưới tên Hội Cơ Đốc Thanh niên Việt Nam với mục sư Phạm Văn Thâu làm hội trưởng. Hoạt động của Hội gồm lớp dạy Anh văn miễn phí, lớp dạy tiếng Việt cho Hoa kiều để nhập quốc tịch Việt Nam, một số phòng đọc sách và thư viện. Hội cũng tổ chức những buổi diễn thuyết cho công chúng.

## Mục tiêu

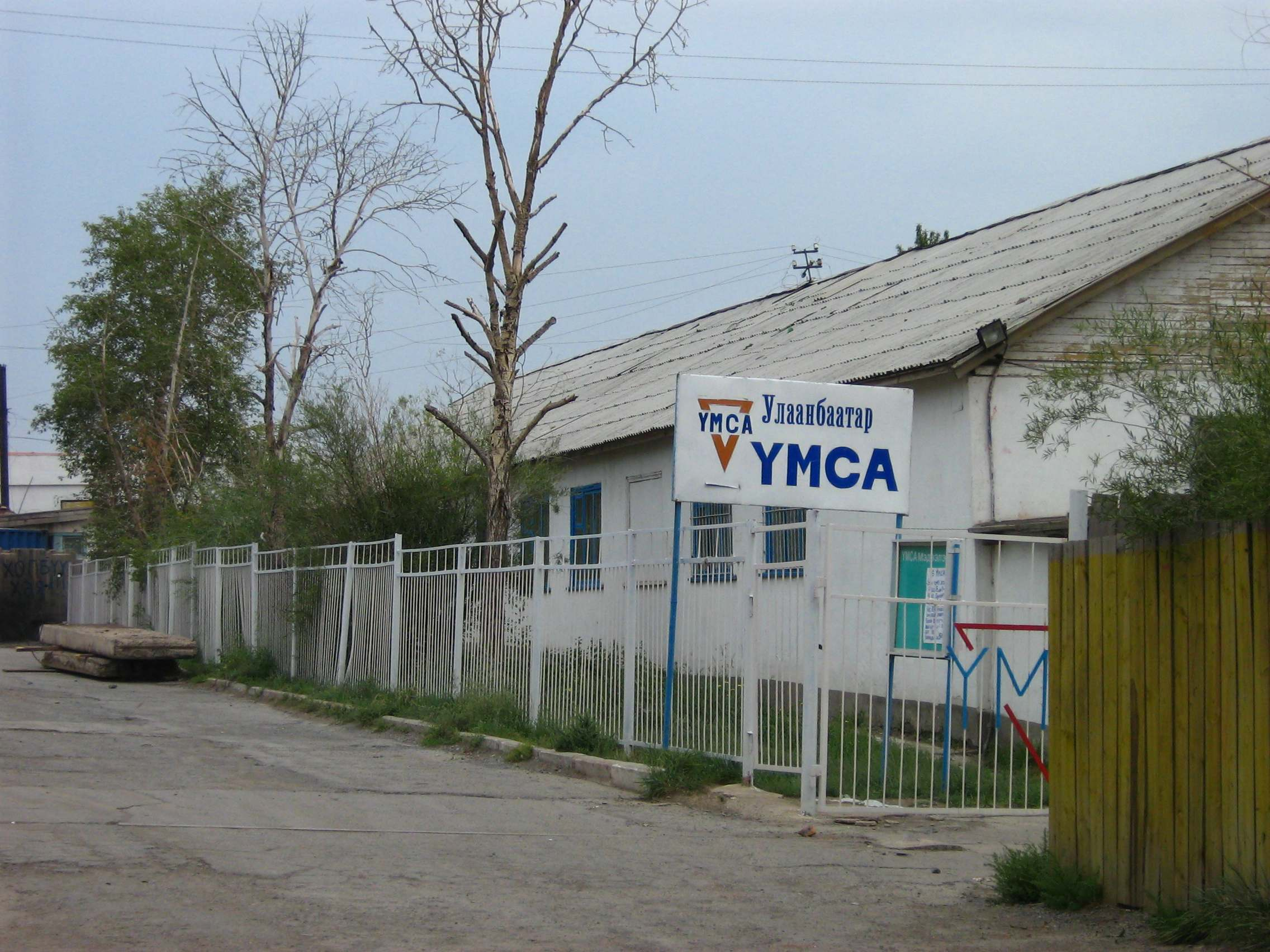
YMCA tại Ulan Bator, Mông Cổ.

Các chương trình hoạt động của YMCA tập chú vào việc xây dựng tâm linh thanh khiết, trí tuệ mẫn tiệp và thân thể cường tráng cho mọi người. Câu khẩu hiệu YMCA thường dùng là nỗ lực xây dựng những đứa trẻ khoẻ mạnh, những gia đình bền vững và những cộng đồng tích cực. Có nhiều hoạt động được xúc tiến nhằm đạt được mục tiêu này.

### Tâm linh thanh khiết
YMCA ban đầu đặc biệt quan tâm đến việc nghiên cứu Kinh Thánh, mặc dù tổ chức này dần dà hướng về phương pháp tiếp cận toàn diện với giới trẻ. Trong vòng sáu năm kể từ ngày thành lập, một hội nghị quốc tế của YMCA tổ chức tại Paris đã xác định mục tiêu của tổ chức là "nỗ lực tu dưỡng tâm linh Cơ Đốc, được phát triển thông qua các hoạt động tôn giáo, xã hội và thể chất".

### Trẻ em khoẻ mạnh và Gia đình bền vững
Tại Hoa Kỳ, chương trình "Cha mẹ và Con cái" của YMCA (lúc đầu gọi là YMCA Indian Guides, Princess, Braves and Maidens) cung cấp cơ hội để xây dựng những mối quan hệ, tổ chức cắm trại cùng các hoạt động xây dựng cộng đồng cho các thế hệ cha mẹ và con cái của họ từ nhà trẻ lên đến lớp ba.
Khởi đầu từ năm 1926 với chương trình Indian Guides (Hướng đạo Da đỏ), từ sáng kiến của Harold Keltner, giám đốc YMCA ở St. Louis, và Joe Friday, hướng dẫn viên săn bắn thuộc bộ tộc da đỏ Ojibwa. Hai người gặp nhau vào đầu thập niên 1920 khi Joe Friday đến nói chuyện tại một tiệc chiêu đãi do Harold Keltner tổ chức tại một chi hội YMCA về mối quan hệ giữa cha và con trai.
Những người tham gia chương trình Indian Guides của YMCA luôn tự hào về những nỗ lực nhằm xây dựng và vun đắp sự tôn trọng dành cho nền văn hoá của người Mỹ bản địa (người da đỏ). Để đáp ứng những nhu cầu đa dạng cũng như giúp kiến tạo những nét đặc thù văn hoá và thu hút nhiều người tham gia, năm 2003 chương trình này được cải tiến để trở thành phong trào "Hướng đạo Thám du YMCA" nổi tiếng toàn quốc (thiết kế các chương trình sinh hoạt sinh động và vui thú giúp cha mẹ và con cái giao lưu với nhau cũng như cùng nhau tham gia các hoạt động dã ngoại như cắm trại, thám du, các hoạt động thể thao, và trang bị các kỹ năng). Trong khi đó, "Người Tiên phong" là chương trình cha mẹ và con cái dành riêng cho trẻ lớn tuổi hơn.

### Thân thể cường tráng
Bóng rổ, bóng chuyền, hồ bơi và quần vợt sân tường (racquetball) được phát triển tại các cơ sở của YMCA với sự hướng dẫn của các huấn luyện viên. Cũng rất phổ biến trong cộng đồng YMCA là các phòng tập thể hình và những tiện nghi dành cho các môn thể thao khác nhau.
Năm 2006, YMCA kỷ niệm 100 thiết kế chương trình huấn luyện bơi theo nhóm.
Quan tâm đến sự gia tăng của nạn béo phì trong trẻ em và người lớn ở Hoa Kỳ, YMCA trên toàn quốc gia nhập chương trình phi lợi nhuận "Nước Mỹ chuyển động" nhằm giúp người Mỹ tránh béo phì bằng cách gia tăng các hoạt động thể dục như đi bộ.

### Trí tuệ mẫn tiệp và Cộng đồng năng động

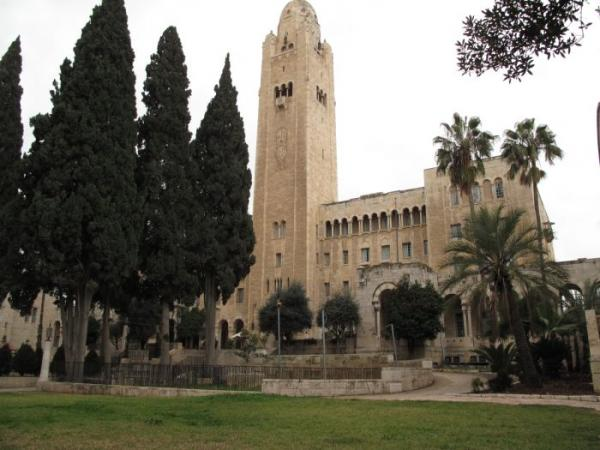
YMCA tại Jerusalem, Israel.

Nhiều trường đại học khởi nguồn từ YMCA. Đại học Springfield ở Springfield, Massachussets, thành lập năm 1885, là một học viện quốc tế đào tạo chuyên gia cho YMCA, trong khi Đại học Sir George Williams ở Montréal, Québec - sau này đã sáp nhập với Đại học Loyola (được thành lập bởi Dòng Tên) để trở thành Đại học Concordia – đã bắt đầu với các lớp học buổi tối cho YMCA tại Montréal.
Đại học Northeastern tại Boston khởi đầu vào năm 1989 là một học viện của YMCA, cung cấp những lớp học buổi tối cho giới trẻ thuộc thành phần di dân, còn tiền thân của Đại học Franklin tại Columbus, Ohio, là Trường Thương mại được thành lập năm 1902 bởi YMCA.
YMCA đi đầu trong việc xây dựng và quảng bá khái niệm về các lớp học buổi tối, cung cấp các cơ hội giáo dục cho những người phải đi làm ban ngày. Nhiều chi hội YMCA có các chương trình ESL (Anh văn như ngôn ngữ thứ hai), trường trung học đặc biệt (alternative high school), nhà trẻ và các hoạt động trại hè.

### Tuổi trẻ và Chính quyền
Học sinh trung học Mỹ được cống hiến cơ hội tham gia chương trình "Tuổi trẻ và Chính quyền" của YMCA. Bắt đầu từ năm 1936 tại Thành phố New York bởi YMCA chi hội Albany, ngày nay "Tuổi trẻ và Chính quyền" được áp dụng trên 40 tiểu bang và Washington, D.C., thiết lập một mô hình thực tập nhằm cung cấp cơ hội cho học sinh trung học làm luật cũng như tham dự các kỳ họp kéo dài một tuần để thảo luận về các dự luật ngay tại trụ sở viện lập pháp của các tiểu bang. Các cuộc khảo sát toàn quốc chỉ ra rằng những học sinh từng tham gia chương trình này không chỉ có nhiều cơ may trở thành chính trị gia khi đến tuổi trưởng thành, mà còn là những người hoạt động tích cực trong các vấn đề của địa phương cũng như cho quyền lợi công dân.
Mỗi năm đến tháng 7, đại biểu của "Tuổi trẻ với Chính quyền" đến từ 40 tiểu bang tham dự Hội nghị YMCA về Chính sự Quốc gia. Hội nghị được YMCA tổ chức ở Black Mountain, tiểu bang North Carolina, tại Trung tâm Hội nghị Blue Ridge của YMCA. Họ có cơ hội gặp gỡ đại biểu đến từ các bang khác nhau để thảo luận về tính tương thích của hệ thống luật pháp quốc gia và quốc tế, cũng như thiết lập tình bằng hữu với nhau, tình bằng hữu này thường kéo dài suốt cuộc đời.
Nhiều tiểu bang cũng tạo lập các chương trình tư pháp, cung cấp cơ hội cho những luật sư nhí từ khắp tiểu bang đến tham gia các buổi xử án trước khi đi đến trụ sở tối cao pháp viện và viện lập pháp tiểu bang để nghe các vụ kháng án. Các thẩm phán nhí sẽ đưa ra phán quyết cho các vụ án này.

## Cấu trúc
Trên bình diện quốc tế, YMCA được tổ chức theo mô hình liên hiệp nối kết những chi hội địa phương và các phong trào YMCA cấp quốc gia. Tại hầu hết các quốc gia, những chi hội YMCA địa phương chỉ ràng buộc với nhau trong sách lược và phương hướng chung.
Cấu trúc điều hành của YMCA quốc tế tạo nên sự linh hoạt cho các chương trình hoạt động của các hiệp hội có mặt tại nhiều quốc gia, mỗi nơi có thể đề ra các chương trình khác nhau hầu có thể đáp ứng nhu cầu đa dạng của các cộng đồng tại địa phương.
Mặc dù nguồn gốc lịch sử của tổ chức gắn liền với các giá trị Cơ Đốc, hầu hết các chi hội YMCA địa phương khuyến khích sự tham gia, ngay cả vào vị trí lãnh đạo, của mọi người không phân biệt tôn giáo. Thiện nguyện viên và nhân viên địa phương chịu trách nhiệm điều hành các chi hội YMCA tại địa phương của họ.

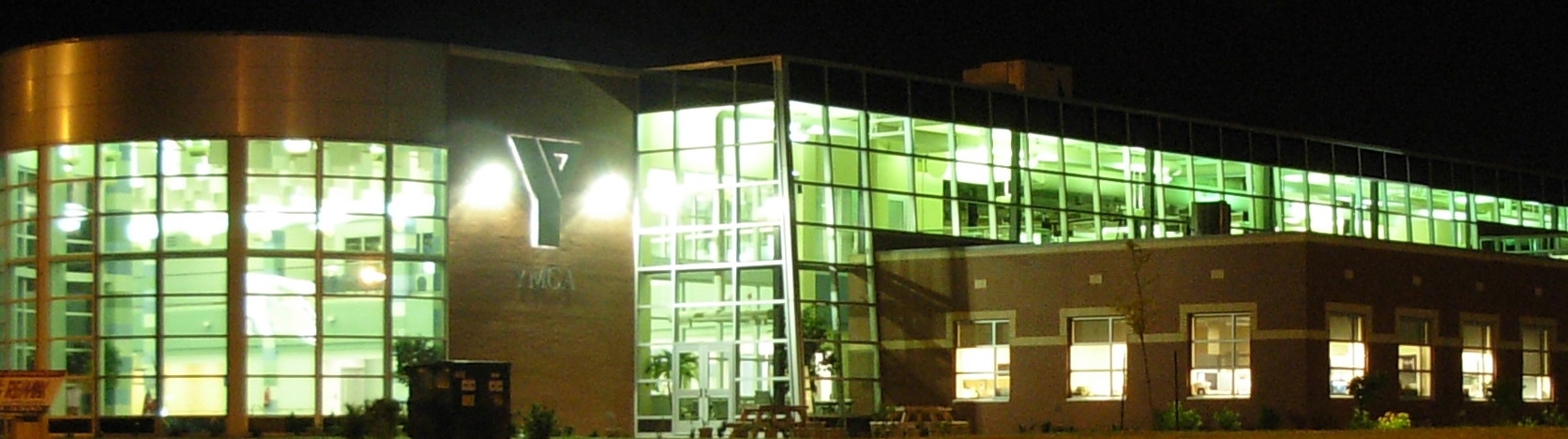
Trụ sở YMCA tại Moncton, New Brunswick, Canada.